# カッレ・ロバンペラ
カッレ・ロバンペラ（Kalle Rovanperä, 2000年10月1日 - ) は、フィンランドのラリードライバー。
2022年と2023年の世界ラリー選手権 (WRC)チャンピオン、および2019年のWRC2 Proクラスのチャンピオン。元WRCドライバーのハリ・ロバンペラは父にあたる。
名前は「カッレ」「カリ」、姓は「ロヴァンペラ」「ロバンペッラ」などの表記揺れがある。

## 経歴
WRCドライバーの父を持つだけに、経験を積むのは早かった。6歳からKP61型トヨタ・スターレットを用いて、農場や凍った湖などでオフロードのドライブの経験を積み続けた。8歳の時には車を自由自在に操る映像が動画共有サイトで公開され、話題を呼んだ。そしてフィンランドの名伯楽であるティモ・ヨウキのマネージメントの下、ラリー人生を進めていくことになる。

### 2015年シーズン - ラトビア・ラリー選手権R2クラス
2015年、当時14歳のロバンペラは、ラリー競技参加にあたって運転免許が不要であるラトビアで競技キャリアを開始した。スペシャルステージ間の公道区間ではコ・ドライバーのリスト・ピエティライネンがロバンペラの代わりに運転した。（ピエティライネンは父ハリ・ロバンペラのコ・ドライバーでもあった）2015年10月18日、ロバンペラはシトロエン・C2R2で参戦したラトビア・ラリー選手権R2クラスにおいてタイトルを獲得した。

### 2016年シーズン - ラトビア・ラリー選手権オープンクラス
2016年シーズンの最初の3戦で、ロバンペラは300馬力4WDのWRC2クラス車両シュコダ・ファビアS2000を運転した。1月16-17日に行われたシーズン最初のラリーにおいて、ロバンペラは全8ステージのすべてで勝利し、2位のラルフス・シルマシスに1分10秒のタイム差をつけて優勝した。
2016年1月の第2戦、ロバンペラは第2ステージでパワーステアリングを失い、1分以上タイムロスしたが、最終的に全10ステージ中9ステージで勝利する追い上げを見せ、2位のライモンズ・キシエルズに20.4秒の差をつけて優勝した。
2016年5月、ロバンペラは2016年バルチック・ラリー・トロフィーの初戦であるクルゼメ・ラリーで2位に入った。このラリーでロバンペラはファビアS2000の車軸に問題を抱え、後輪のトルクを失った状態で走行した。
残りのシーズン全戦で、ロバンペラは最新型のシュコダ・ファビアR5を運転した。ロバンペラは6月のラリー・ジェマイティヤで2位に入った後、8月にエストニアで行われたタリン・ラリーで優勝した。ロバンペラはその後、9月のリエパーヤ・ラリーを2位で終えた。
2016年10月、シーズン最終戦のラトビア・ラリーでロバンペラは優勝し、ラトビア・ラリー選手権オープンクラスのタイトルを獲得した。2016年シーズンにおいて、ロバンペラは4戦で優勝したほか、3戦で2位に入り、表彰台を逃したのは1度のみだった。16歳でタイトルを獲得したロバンペラは、全世界の国内オープンクラス・ラリー選手権における史上最年少のチャンピオンとなった。
なお、この年にロバンペラがデビュー前のヤリスWRCをテストドライブしていたことが噂されたが、これは後に事実であったと判明している。フィンランドのファクトリーでトヨタのWRC参戦に向けて準備を進めていたチーム代表のトミ・マキネンは、若手ドライバーを見出すためにエサペッカ・ラッピ、テーム・スニネンと共にロバンペラ（8月だったので当時15歳）を秘密裏にテストに参加させた。ロバンペラはすぐにマシンを手懐け、さらに他のドライバーたちのフィードバックを吸収して誰よりも速く走った。その有様に、現場にいたチーム副マネージングディレクターのミカ・ミエティネンは「カッレは世界王者になれるか、ではなく何回世界王者になるかの問題だと、その場にいた全員が悟った」と語っている。また、マキネンはこのテスト直前の『ラリープラス』誌のインタビューで「年齢が若すぎること以外に問題はない」として、チャンスがあればロバンペラを起用したいという意志を示していた。

### 2017年シーズン - WRC初参戦
2017年1月、フィンランドのモータースポーツ協会（AKKモータースポーツ）は、当時16歳のロバンペラにフィンランド国内におけるラリー競技ならびにフィンランド・ラリー選手権への参加を特別に許可した。
2017年2月、ロバンペラはミッケリで行われたラリーに参戦し、フィンランド・ラリー選手権にデビューした。このラリーでロバンペラはタイヤのパンクに見舞われたものの、最終的に2位のテーム・アスンマーに10.7秒差をつけて優勝した。ロバンペラは6月のコウヴォラでのラリーにおいてフィンランド選手権2勝目を挙げた。
2017年、ロバンペラはラトビア・イタリア・フィンランドの3カ国の国内ラリー選手権に参戦した。ラトビアとフィンランドの選手権ではトニ・ガルデマイスターのチームでシュコダ・ファビアR5を運転し、イタリア選手権ではプジョー・208T16をドライブした。ラトビア選手権の最初の2戦でロバンペラは優勝し、第3戦でも2位に入ったが、イタリア選手権では目立った活躍ができなかった。
2017年6月、フィンランド交通安全局（TRAFI）はロバンペラに17歳の時点で運転免許を取得できるよう特別許可を与えた。（通常フィンランドでは運転免許が取得できる年齢は18歳と定められている）17歳の誕生日の翌日である10月2日、ロバンペラは義務づけられている運転技能試験に合格し、運転免許を取得した。（学科教習は事前に終えていた）運転免許の取得により、ロバンペラは世界ラリー選手権（WRC）に参戦できるようになった。
ロバンペラは10月上旬にラトビアで行われたラリー・リエパーヤで2位となったが、このラリーはラトビア国内選手権の1戦であるのと同時に、2017年ヨーロッパラリー選手権のシーズン最終戦でもあり、ロバンペラにとってヨーロッパ選手権のデビュー戦となった。ロバンペラは2017年のラトビア・ラリー選手権オープンクラスで総合優勝し、2年連続でタイトルを獲得した。
ロバンペラは2017年10月のウェールズ・ラリーGBでWRCイベントへの初参戦を果たした。このラリーGBと11月のラリー・オーストラリアで、ロバンペラはWRC-2クラスに参戦し、Mスポーツのフォード・フィエスタR5をドライブした。ラリー・オーストラリアのWRC-2クラスはロバンペラ1台のみの参戦となったため、ラリーを完走したロバンペラはクラス優勝を果たすこととなったほか、最終的な総合成績でも10位に入り、1ポイントを獲得した。

### 2018年シーズン
2018年、ロバンペラはシュコダ・モータースポーツチームに加入し、世界ラリー選手権WRC-2クラスの6-7戦に参戦することとなった。開幕戦ラリー・モンテカルロを含む数戦では、ロバンペラはプライベーターとして参戦することとなる。WRC-2クラスでは序盤は苦戦を強いられるが、後半戦で調子を上げ終盤のGBとカタルーニャで連勝し最終的にはチームメイトのヤン・コペッキー、ポンタス・ティデマンドに続くランキング3位と好成績を残した。

### 2019年シーズン - WRC-2プロチャンピオン

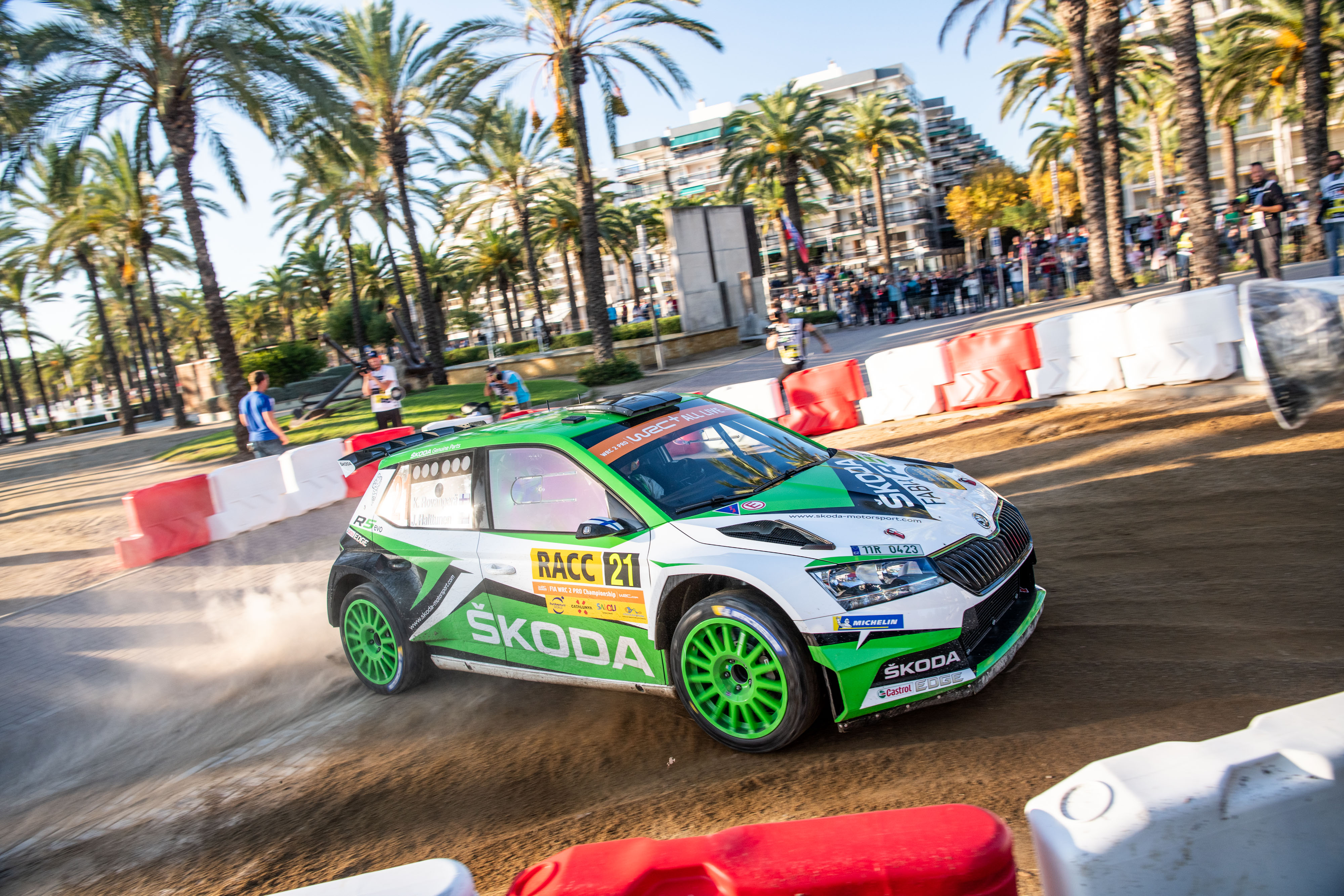
2019年スペイン

2019年はWRC-2内の新しいクラスWRC-2プロに参戦。ワークスチームのみの参戦だったこともありエントリーは3メーカーのみと少なかったが、Mスポーツ・フォードからは期待の若手ガス・グリーンスミス、シトロエンからは前年までWRカーで参戦していたマッズ・オストベルグといった強敵がライバルとなった。開幕戦モンテカルロ、第2戦スウェーデンで2位表彰台に立ち、第6戦アルゼンチンから第9戦フィンランドまで4連勝しライバルたちを圧倒する速さを見せ、第12戦ラリーGBでの優勝により2戦を残してチャンピオンを獲得した。また、19歳での世界チャンピオンは史上最年少記録となった。このシーズンの6月にはすでにトヨタ入りの噂が報じられ、シーズン終了後に噂通りトヨタでWRカーをドライブすることが正式発表された。

### 2020年シーズン - トヨタ加入
2020年はトヨタから初のフル参戦を果たす。シトロエンから6度のチャンピオンセバスチャン・オジェ、Mスポーツ・フォードからエルフィン・エバンス、日本の勝田貴元がチームメイトとなる。固定ナンバーは「69」を選んだ。また、19歳でのワークスチーム入りは史上最年少となった。開幕戦モンテカルロは終始安定した走りを見せ、WRカーデビュー戦でいきなり5位に入った。続く第2戦スウェーデンではまだWRカー2戦目にもかかわらずチームメイトのオジェと激しい3位争いを展開し、最終パワーステージを前にオジェに0.5秒先行されていたが、ロバンペラはここで初のトップタイムを記録したのと同時に初表彰台を獲得し、エフゲニー・ノビコフが持っていた最年少表彰台記録を塗り替えた。表彰台に立ったのは1回のみだったが、安定した走りを見せ、WRカーでの初参戦ながら、年間ランキング5位でシーズンを終えた。

### 2021年シーズン
2021年もトヨタから参戦。開幕戦は最終日にパンクを喫し4位に終わるが、初開催となった母国での第2戦アークティック・ラリーでは優勝したヒュンダイのオィット・タナックに次ぐ2位表彰台を獲得。開幕2戦を終え史上最年少でドライバーズランキング首位に立った。しかし第3戦クロアチアではオープニングステージでコースオフを喫しリタイアとなった。以降上位を争いながらマシントラブルが多発し第6戦まで不調が続いたが、第7戦エストニアで念願の初優勝を果たし、チーム代表ヤリ＝マティ・ラトバラが持っていた最年少優勝記録を塗り替えた。また、父親のハリ・ロバンペラも2001年のスウェーデン優勝者であることから、史上初の親子でWRCウィナーとなった。続く初開催ベルギーは3位、アクロポリス・ラリーではSS3でトップに立つとそのまま他を寄せ付けない速さを見せ、最終パワーステージでもトップタイムをマークし自身初のフルポイントで2勝目を獲得した。この時点では初チャンピオンの可能性を残していたが、母国戦のフィンランドではクラッシュを喫し34位、スペインは5位、モンツァは9位と精彩を欠いた。しかし年間ランキングでは昨年を上回る4位となり大きく飛躍したシーズンとなった。

### 2022年シーズン

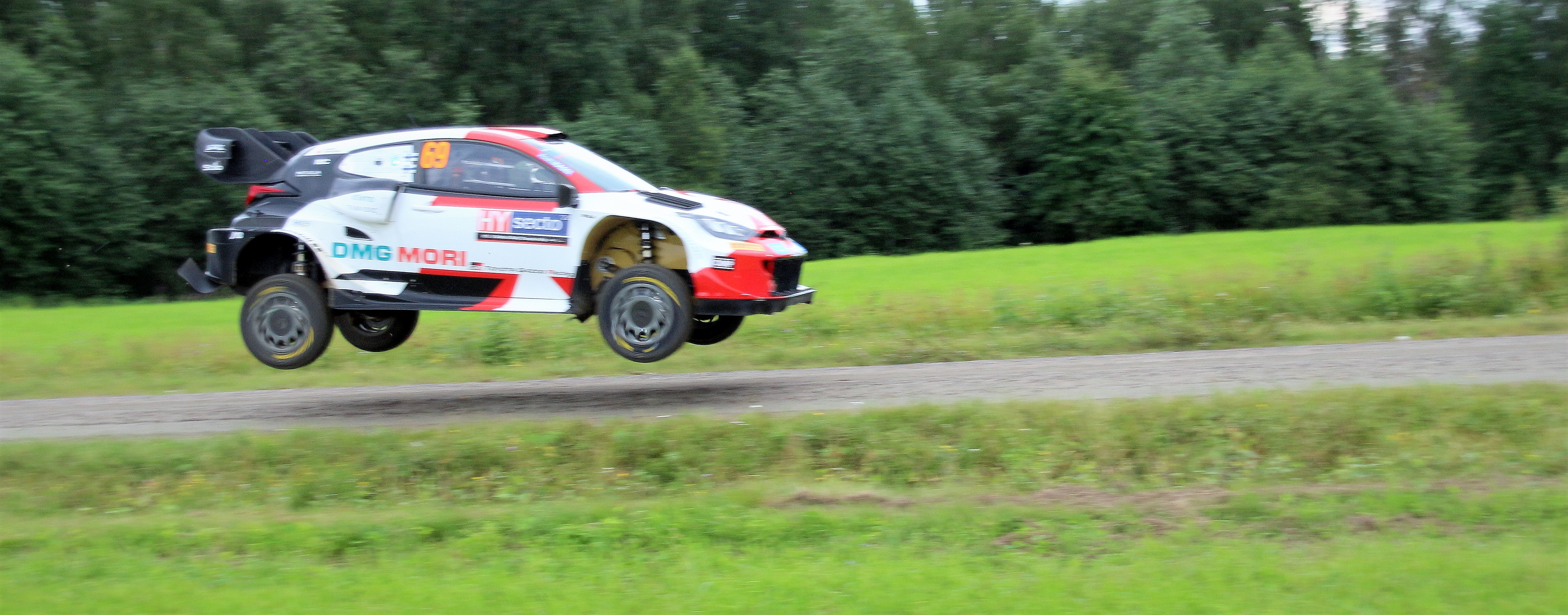
2022年フィンランド

ラリー1規定が導入された2022年もトヨタから参戦。第2戦スウェーデンでは安定した走りを見せ通算3勝目を獲得。前年に引き続き開幕2戦を終えてドライバーズランキング首位に立った。
前年までと違ったのは、ここからの勢いである。第3戦クロアチア、第4戦ポルトガル、第6戦サファリ、第7戦エストニアでも勝利して7戦中5勝をマーク。ランキング2位のティエリー・ヌービルとはすでにほぼダブルポイント差の首位という破格の強さを見せた。また、第4・6・7戦はグラベルラリーにもかかわらず、2017年オジェ以来のランキングトップ（=出走順一番手）からの優勝を飾っている。後半戦はじめは少々足踏みしたがヒョンデのエース二人が伸び悩んだこともあり、第9戦イープル・ラリーの時点でチャンピオン獲得の可能性が発生した。
初参戦となった第11戦ラリー・ニュージーランドでまたしても首位出走からのフルポイント6勝目をマークしてシリーズタイトル獲得を決めた。故コリン・マクレーが27年間に渡って保持していた最年少記録を5歳分も縮めて更新し、WRC史上最年少（22歳と1日。Day3が誕生日だった）のワールドチャンピオンとなった。
また、フィンランド人としては2002年のマーカス・グロンホルム以来20年ぶりで、父や監督のラトバラ、ミッコ・ヒルボネンといった先輩たちが何度も夢見ながら破れた大願を成就した。
2023年は最初の優勝が第5戦とスロースタート気味だったが、これ以降は首位を独走して、再び最終戦前にタイトルを決めた。最年少でのWRCタイトル防衛となった。
しかし心身共に限界まで疲労したことを明かして、2024年はオジェとシートを共有する形でのパートタイム参戦に切り替えることとなった。第3戦サファリではチームメイトを圧倒し優勝。第7戦ラリー・ポーランドは当初出場予定はなかったが、オジェがレッキでの負傷欠場を受け休暇中のロバンペラを招集し急遽出場が決まった。特例として少しだけレッキを設けてもらったがそれ以外はぶっつけ本番でラリーに挑むこととなった。このような不利な状況だったにも関わらずアンドレアス・ミケルセンとの争いを制し優勝を飾った。初開催となった第8戦ラトビアではSS1から首位に立つとその座を一度も譲らずに勝利し、その勢いのまま第9戦フィンランドでも圧倒的なペースで首位を快走し残り2ステージを前にして初の母国優勝が目前に迫っていたがSS19でコース上の岩を避けることができずコースオフし無念のリタイアとなった。しかし続く第11戦チリではトップタイムが2回だけだったにも関わらずSS11でエバンスからトップを奪うとそのまま最終日まで守り切り4勝目をマークした。年間ランキングは6位となったがこの年トヨタ勢最多の4勝をマークし、チームの逆転マニュファクチャラーズタイトル獲得に貢献した。
2025年は再びフル参戦へ復帰する。

## 人物
前述の通り、幼少期から自動車を運転していたことや、10代前半でラリー競技に参加し始めたことで国際的な注目を集めた。彼は周囲の期待に応え続け、世界ラリー選手権（WRC）における最年少表彰台記録（19歳138日）、最年少総合優勝記録（20歳290日）、最年少シリーズチャンピオン記録（22歳1日）といった最年少記録を次々に塗り替えた。
インタビューへの受け答えは冷静で、喜怒哀楽の表情をあまり見せない。セバスチャン・オジェは「カッレは、ラリー界でのキミ・ライコネンの生まれ変わりのようなもの。とにかく落ち着いていて、感情を感じさせない時もあるね」と述べている。友人でもある勝田貴元によれば、普段は明るくワイワイと話す人柄で、いつもクルマの話をしている「根っからのクルマ大好き少年」だという。コレクションもしており、勝田に日本車の相場を尋ねることもある。現代っ子らしくゲームのドライビング（レースシム）にも通じており、TGRチーフエンジニアのトム・ファウラーは、ゲームをしながら友人と話したりテキストを打つという器用さが、ハイブリッドシステムの回生・放出の管理を行う必要のあるラリー1車両において生きていると考察している。

### ドライビング技術
フィンランド人らしくホイールスピンやブレーキングロックを厭わないアクセル・ブレーキワークを駆使しており、ライバルが「曲がらない」と判断してアクセルを弱めそうなコーナーでも踏み込み、大胆にマシンを横に向けるアグレッシブなドライビングスタイルの持ち主である。WRカー時代はタイヤの摩耗で不利になることが多かったが、センターデフが禁止され曲げにくくなり、マシンを自分から振る必要があるラリー1規定ではその真価が発揮されることになる。特徴的なのはハンドブレーキを多用し車両姿勢を細かく修正する点で、どんなに不安定であっても果敢に突っ込み、制御しきってみせるという自信がうかがえる。加えてオジェと戦う中で、ドリフトをしないような走りをするなど引き出しを増やしている部分もある。勝田はロバンペラの長所について「路面コンディションが難しい時」や「パワーステージでフルアタックする時」の爆発的なスピードを挙げ、「才能とか努力とか、もう全部ひっくるめて何かが突出している感じはありますね」と語っている。2022年第3戦クロアチアでは最終日に予想外の雨が降り、ハードタイヤを選んだロバンペラはソフトタイヤを履くタナックに首位を譲ったが、最終パワーステージでトップタイムを叩き出して逆転優勝。トヨタチーム代表のラトバラは「どうやったらあんなに速く走れるのかと、信じられなかった。ミラクルだよ。今回はダントツで彼のベストドライブだ」と激賞した。第7戦エストニアでもウェットのパワーステージ1本だけで、2位に22.5秒差をつけるトップタイムを記録して優勝した。
ただラリー・イタリア・サルディニアだけは苦手としており、「カレンダーの中で唯一好きでないラリーだ」と公に発言している。

### ドリフト
ドリフト競技にも造詣が深く、トヨタのワークスドライバーとなる前からエビスサーキットのドリフトイベントに参加していた。2022年にはドリフトマスターズ・ヨーロッパ選手権に斎藤太吾がチューニングを手がけたトヨタ・GRスープラでスポット参戦し、追走ではダカール・ラリーの活躍で知られるヤクブ・プルジゴンスキーと戦った。
2023年5月にはWRCポルトガルで勝利した翌週に、エビスサーキットで行われたフォーミュラ・ドリフト・ジャパン第2戦にスポット参戦。マシンはクスコがチューニングを手掛けた2JZエンジンのトヨタ・GRカローラ。放送席の谷口信輝らを驚愕させる華麗な走りで、単走・追走ともに勝利を飾った。

## レース戦績詳細

### WRC
| 年     | エントラント                  | 車種                     | 1      | 2      | 3       | 4       | 5       | 6       | 7     | 8      | 9       | 10     | 11     | 12     | 13     | 14  | 順位 | ポイント |
| ------ | ----------------------------- | ------------------------ | ------ | ------ | ------- | ------- | ------- | ------- | ----- | ------ | ------- | ------ | ------ | ------ | ------ | --- | ---- | -------- |
| 2017年 | カッレ・ロバンペラ            | フォード・フィエスタR5   | MON    | SWE    | MEX     | FRA     | ARG     | POR     | ITA   | POL    | FIN     | GER    | ESP    | GBR 35 | AUS 10 |     | 25位 | 1        |
| 2018年 | カッレ・ロバンペラ            | シュコダ・ファビアR5     | MON 11 | SWE    |         |         |         |         |       |        |         |        |        |        |        |     | 22位 | 3        |
| 2018年 | シュコダ・モータースポーツ    | シュコダ・ファビアR5     |        |        | MEX 15  | FRA     | ARG Ret | POR     | ITA   | FIN 14 |         |        |        |        |        |     | 22位 | 3        |
| 2018年 | シュコダ・モータースポーツ II | シュコダ・ファビアR5     |        |        |         |         |         |         |       |        | GER 10  | TUR    | GBR 9  | ESP 12 | AUS    |     | 22位 | 3        |
| 2019年 | シュコダ・モータースポーツ    | シュコダ・ファビアR5     | MON 18 | SWE 18 | MEX     | FRA Ret | ARG     | CHL 8   |       |        |         |        |        |        |        |     | 12位 | 18       |
| 2019年 | シュコダ・モータースポーツ    | シュコダ・ファビアR5 Evo |        |        |         |         |         |         | POR 6 | ITA 9  | FIN 9   | GER 16 | TUR 18 | GBR 9  | ESP 12 |     | 12位 | 18       |
| 2020年 | トヨタ・ガズー・レーシングWRT | トヨタ・ヤリスWRC        | MON 5  | SWE 3  | MEX 5   | EST 5   | TUR 4   | ITA Ret | MNZ 5 |        |         |        |        |        |        |     | 5位  | 80       |
| 2021年 | トヨタ・ガズー・レーシングWRT | トヨタ・ヤリスWRC        | MON 4  | ARC 2  | CRO Ret | POR 22  | ITA 25  | KEN 4   | EST 1 | BEL 3  | GRE 1   | FIN 34 | ESP 5  | MNZ 9  |        |     | 4位  | 142      |
| 2022年 | トヨタ・ガズー・レーシングWRT | トヨタ・GRヤリス ラリー1 | MON 4  | SWE 1  | CRO 1   | POR 1   | ITA 5   | KEN 1   | EST 1 | FIN 2  | BEL 62  | GRE 15 | NZL 1  | ESP 3  | JPN 12 |     | 1位  | 255      |
| 2023年 | トヨタ・ガズー・レーシングWRT | トヨタ・GRヤリス ラリー1 | MON 2  | SWE 4  | MEX 4   | CRO 4   | POR 1   | ITA 3   | KEN 2 | EST 1  | FIN Ret | GRE 1  | CHL 4  | EUR 2  | JPN 3  |     | 1位  | 250      |
| 2024年 | トヨタ・ガズー・レーシングWRT | トヨタ・GRヤリス ラリー1 | MON    | SWE 39 | KEN 1   | CRO     | POR 31  | ITA     | POL 1 | LAT 1  | FIN Ret | GRE    | CHL 1  | EUR    | JPN    |     | 7位  | 114      |
| 2025年 | トヨタ・ガズー・レーシングWRT | トヨタ・GRヤリス ラリー1 | MON 4  | SWE 5  | SAF     | ESP     | POR     | ITA     | GRE   | EST    | FIN     | PAR    | CHI    | EUR    | JPN    | SAU | 3位  | 31       |

### WRC-2
| 年     | エントラント                 | 車種                   | 1   | 2   | 3     | 4   | 5       | 6   | 7   | 8     | 9     | 10  | 11    | 12     | 13    | Pos. | ポイント |
| ------ | ---------------------------- | ---------------------- | --- | --- | ----- | --- | ------- | --- | --- | ----- | ----- | --- | ----- | ------ | ----- | ---- | -------- |
| 2017年 | カッレ・ロバンペラ           | フォード・フィエスタR5 | MON | SWE | MEX   | FRA | ARG     | POR | ITA | POL   | FIN   | GER | ESP   | GBR 15 | AUS 1 | 15th | 25       |
| 2018年 | シュコダ・モータースポーツ   | シュコダ・ファビアR5   | MON | SWE | MEX 5 | FRA | ARG Ret | POR | ITA | FIN 4 |       |     |       |        |       | 3位  | 90       |
| 2018年 | シュコダ・モータースポーツII | シュコダ・ファビアR5   |     |     |       |     |         |     |     |       | GER 2 | TUR | GBR 1 | ESP 1  | AUS   | 3位  | 90       |